# Moulin du Pavé
Le moulin du Pavé, appelé aussi moulin de Brissac, est un moulin cavier typique d'Anjou consacré à la meunerie situé sur l'ancienne commune de Saint-Jean-des-Mauvrets.
Construit vers 1580, il est le seul exemplaire encore visible sur une batterie de douze moulins regroupés dans un rayon de moins de 500 mètres et datant pour la plupart des XVIIe et XVIIIe siècles.

## Localisation
Ce moulin est situé sur la crête du coteau de l'Aubance, proche de la D748 à la limite de la commune de Brissac-Quincé.

## Historique
Après sa cessation définitive d’activité en 1949, le moulin s’est fortement dégradé et n’a pas été restauré depuis une dernière intervention en 1978. Pour éviter leur chute, les ailes ont dû être déposées en 1996.
Après deux éboulements importants de la masse sur ses versants nord et sud, le monument menace aujourd’hui de s’effondrer complètement. À la demande de l’architecte des bâtiments de France, un étaiement d’urgence a été posé en 2021.
Le moulin est retenu en 2023 pour figurer sur la liste des sites emblématique du loto du patrimoine